# Zamaron
Le Zamaron è una razza extraterrestre immaginaria pubblicata dalla DC Comics. Furono introdotte per la prima volta in Green Lantern n. 16 (ottobre 1962), e furono create da John Broome e Gil Kane.

## Storia
Le Zamarons erano i membri femminili della razza nota come Maltusiani. Quando il rinnegato scienziato maltusiano Krona mise in atto un esperimento proibito che ebbe terribili effetti su tutto l'universo, i maschi maltusiani (ora chiamati Oani, razza stabilitasi sul pianeta Oa) discussero a proposito di come gestire la situazione. Un gruppo di maltusiani decise di dedicare la propria intera esistenza a contenere il male; questo gruppo si spaccò nei Guardiani dell'Universo e nei Controllori. Le femmine, però, non vedendo la necessità di venire coinvolte, e dato che all'epoca gli Oani erano immortali e non avevano la necessità di riprodursi, lasciarono i propri compagni e divennero le Zamarons (il nome è quasi l'anagramma di «Amazons», dall'inglese, «Amazzoni»).
Dopo miliardi di anni, le Zamarons, i Guardiani, e i Controllori si evolsero in forme diverse. Mentre i maltusiani erano simili agli umani, ma con la pelle blu, le Zamarons divennero interamente qualcosa di diverso. Nella loro prima comparsa, comparvero identiche alle donne caucasiche della Terra. Svilupparono una cultura guerriera, e, a differenza dei Guardiani, preferirono concentrarsi sullo sviluppo delle loro abilità fisiche a dispetto di quelle mentali. Immagazzinarono poi le loro energie psioniche in alcuni cristalli viola. Scelsero anche una donna che le rappresentasse e le diedero uno di questi cristalli, trasformandola in Star Sapphire, con una gemma che le avrebbe donato un incredibile potere mentale...ma che avrebbe preso il controllo della sua mente (la gemma possiede una sua intelligenza senziente che controlla chi la usa). Una delle donne scelte fu Carol Ferris, amante della Lanterna Verde umana Hal Jordan, che finì per diventare una delle sue più grandi nemiche.
Infine, le Zamarons scelsero di prendere i maschi del pianeta Korugar come compagni. Questo portò i Guardiani ad attuare una decisione segreta: se loro o uno dei loro agenti avesse mai ucciso un maschio korugariano, la Batteria del Potere Centrale di Oa si sarebbe auto-distrutta. In realtà tennero tale segreto solo come misura precauzionale per evitare che agissero contro le Zamarons per gelosia. Tuttavia, ciò ebbe un colpo di ritorno quando, dopo che i Guardiani lasciarono temporaneamente l'universo, il Corpo delle Lanterne Verdi decise di giustiziare il criminale korugariano noto come Sinestro, senza essere a conoscenza della disposizione speciale. Questa azione portò all'auto-distruzione della Batteria del Potere Centrale e alla temporanea dissoluzione del Corpo.
Infine, le Zamarons decisero di riunirsi ai loro compagni Guardiani al fine di dare alla luce una nuova generazione di Oani. Lasciarono questa dimensione al fine di accoppiarsi. Sebbene i Guardiani successivamente ritornarono, le Zamarons continuarono ad attendere per partorire.

### Millennium
Una Zamaron ritornò al nostro universo insieme al suo compagno Guardiano, per utilizzare i suoi poteri al fine di accelerare l'evoluzione di numerosi umani della Terra, scelti per diventare i Nuovi Guardiani dell'Universo, in un evento chiamato "Millennium". Nonostante l'interferenza dei Manhunters, riuscirono nel loro intento, sebbene morirono nel processo. Gli umani formarono un gruppo chiamato i Nuovi Guardiani, e furono coinvolti nella battaglia contro Krona - ora agente dell'entropia. Dopo di ciò, scomparirono nell'oscurità.

### Rinascita dei Guardiani
Quando i Guardiani furono ricostituiti come bambini sia maschi che femmine, Ganthet chiese alle Zamarons di venire su Oa ed aiutarlo a crescerli. Da lì in poi non si fece cenno ai loro bambini. Però, nella miniserie Omega Men del 2006, fu erroneamente scritto che Lianna era una di loro.

### Un Anno Dopo
Le Zamarons riemersero di recente, conducendo una guerra metropolitana contro i Guardiani. Le loro origini furono in qualche modo approfondite. Si scoprì che le Zamarons lasciarono Oa a causa della decisione dei Guardiani di sopprimere le loro emozioni, mentre le Zamarons intendevano viverle. Dopo essersi stanziate sul pianeta Zamaron, le Zamarons scoprirono un cristallo viola parassitico che germogliavano dai resti di due cadaveri. Utilizzarono questi cristalli per creare le molte gemme delle Star Sapphires e le diedero alle donne che furono amate e poi lasciate, dando loro così l'opportunità di vendicarsi.
Recentemente comparve una nuova Star Sapphire e prese il possesso di una ragazza di nome Krystal, e quindi andò alla ricerca di Carol Ferris. Ferris fu rilasciata quando la gemma scoprì che Hal Jordan era innamorato di Jillian "Cowgirl" Pearlman, che la gemme possedeva. tuttavia, Hal e Carol riuscirono a liberare Jillian dalla gemma dopo una battaglia. Quando le Zamarons ricomparvero, Hal diede un falso bacio affettuoso ad una di loro, portando la gemma a possederla e ad ucciderla dopo che le altre Zamarons tentarono di rimuoverlo, cosa che le costrinse a ritirarsi. Capendo che Satr Sapphire è troppo forte per controllare il proprio stato, le Zamarons crearono una Batteria del Potere viola e un anello viola del potere per la gemma. Fu rivelato in Green Lantern n. 25 che le Zamarons sperimentarono l'energia emozionale dell'amore (rappresentato dalla luce viola dello Spettro emozionale) in preparazione per una guerra imminente, la profetica "Guerra di Luce".
Da allora fu anche rivelato che, durante una missione diplomatica dei Guardiani su Zamaron, che le Zamarons cominciarono a fare degli esperimenti sui membri femminili catturati del Sinestro Corps, sperando di «amplificare l'amore nei loro cuori» e di renderle così meno violente. Tuttavia, Guy Gardner sentì che qualsiasi cosa potessero fare, ciò non cambiava il fatto che le catturate fossero psicotiche e crudeli, mentre le altre Lanterne Verdi furono sconvolte dal pensiero che i cuori e le anime delle prigioniere potessero venire sovvertite dalla volontà delle Zamarons.
I Guardiani discussero con le Zamarons a proposito del loro tentativo di concentrare troppo potere, cosa che le Zamarons rifiutarono di cessare. Quindi permisero ai Guardiani di andarsene, chiarendo il fatto che se loro non lo avessero voluto, i Guardiani non sarebbero mai sopravvissuti a tale incontro. Fu solo grazie alla loro generosità che i Guardiani furono risparmiati.
Le Zamarons inviarono anche un anello a Carol Ferris, sapendo che la sua abilità di mettere da parte la sua felicità per gli altri le donava il potenziale per essere la più potente Star Sapphire di tutte. Mentre guardavano Carol guidare le Sapphires contro i Sinestro Corps, la regina Aga'po dichiarò che Carol poteva essere capace di domare il Predatore, incarnazione della luce viola dell'amore. Quindi furono attaccate dal Corpo delle Lanterne Nere, che uccisero numerose Star Sapphire e parecchi membri del Sinestro Corps, e inviando due anelli neri per rianimare i due cadaveri da cui furono presi i cristalli per creare le gemme delle Star Sapphires, che si scoprì essere i cadaveri di Khufu e Chay-Ara, rimuovendo la fonte di potere dalla loro Batteria Viola del Potere Centrale. Come risultato, l'intero pianeta fu decimato, e il Predatore fu liberato.